# Warren Vaché
Pour les articles homonymes, voir Vaché.
Warren Vaché, né le 21 février 1951 à Rahway (New Jersey), est un trompettiste de jazz américain.

## Biographie
Warren Vaché est le fils du contrebassiste Warren Vaché Sr. et le frère du clarinettiste Allen Vaché.
Ne se disant pas novateur, Warren Vaché souhaite plutôt perpétuer la tradition du jazz mainstream, du swing et, plus occasionnellement, du bebop et du hard bop. Il dit avoir été influencé par Louis Armstrong, Ruby Braff, Pee Wee Erwin (dont il a été l'élève), Roy Eldridge, Bobby Hackett, Clifford Brown, Blue Mitchell et Billy Butterfield.
Il a fait partie du Newport All Stars de George Wein.
Il a enregistré 35 disques sous son nom. Il a souvent collaboré avec le saxophoniste Scott Hamilton.
On a pu l'entendre avec des musiciens comme Benny Goodman, Rosemary Clooney, Benny Carter, Hank Jones, Gerry Mulligan, Woody Herman, Ruby Braff, Phil Woods, Jon Faddis...

## Discographie

### Comme leader
- First Time Out (Monmouth Evergreen, 1976)
- Blues Walk (Dreamstreet, 1978)
- Jillian (Concord Jazz, 1979)
- Polished Brass (Concord Jazz, 1979)
- Skyscrapers (Concord Jazz, 1980) avec Scott Hamilton
- Iridescence (Concord Jazz, 1981)
- Midtown Jazz (Concord Jazz. 1982)
- Easy Going (Concord Jazz, 1986)
- Warm Evenings (Concord, 1989) avec The Beaux Arts String Quartet
- Horn of Plenty (Muse, 1994)
- Talk to Me Baby (Muse, 1996)
- Warren Plays Warren avec Kenny Drew Jr., Jimmy Cobb, Randy Sandke (Nagel-Heyer, 1996)
- An Affair to Remember avec Brian Lemon (Zephyr, 1997)
- Shine avec Tony Coe, Alan Barnes, Brian Lemon (Zephyr, 1997)
- What Is There to Say? avec Joe Puma, Murray Wall, Eddie Locke (Nagel-Heyer, 1999)
- 2gether (Nagel-Heyer, 2000) avec Bill Charlap
- The Best Thing for You (Nagel-Heyer, 2001)
- The Warren Vache Quintet Remembers Benny Carter (Arbors, 2015)
- Songs Our Fathers Taught Us (Arbors, 2019)

### Comme sideman
Avec Howard Alden 
- The Howard Alden Trio Plus Special Guests Ken Peplowski & Warren Vache (Concord, 1989)
- I Remember Django (Arbors, 2010)

Avec Benny Carter
- Benny Carter Songbook (MusicMasters, 1996)
- Benny Carter Songbook Volume II (MusicMasters, 1997)

Avec Benny Goodman
- Live at Carnegie Hall 40th Anniversary Concert (London, 1978)

Avec Houston Person
- So Nice (HighNote, 2011)
- Rain or Shine (HighNote, 2017)

Avec Bucky Pizzarelli
- Five for Freddie (Arbors, 2007)

Avec André Previn
- What Headphones? (Angel, 1993)

Avec George Shearing
- George Shearing in Dixieland (Concord, 1989)

Avec George Wein
- Wein, Women and Song and More, George Wein Plays and Sings (Arbors)